# Bee
"Bee" er en sang af den tyske sangerinde Lena Meyer-Landrut fra hendes debutalbum My Cassette Player, skrevet af den amerikanske-israelske sangskriver Rosi Golan og norske sangskriver Per Kristian Ottestad. Sangen var blandt en af de tre sange, som Meyer-Landrut optrådte med i finalen ved Unser Star für Oslo (Vores stjerne til Oslo), det nationale udvælgelsesprogram for Tysklands bidrag til Eurovision Song Contest 2010. Eftersom Meyer-Landrut var blandt favoritterne til at vinde Unser Star für Oslo, havde publikum på forhånd udpeget sangen "Satellite" som sangen hun skulle synge ved konkurrencen i Oslo, hvis hun vandt, hvilket hun også gjorde. "Bee" blev stillet til rådighed for digital download den 13. marts 2010, og er også med på Meyer-Landruts maxisingel "Satellite". Sangen steg efterfølgende til tops på hitlisterne i Tyskland, Østrig og Schweiz, på henholdsvis en 3. 26. og 27. plads.
"Bee" blev udgivet på albummet My Cassette Player den 7. maj 2010.
| Musik | Spire Denne musikartikel er en spire som bør udbygges. Du er velkommen til at hjælpe Wikipedia ved at udvide den. |